# (38782) 2000 RP31
2000 RP31 (asteroide 38782) é um asteroide da cintura principal. Possui uma excentricidade de 0.11823800 e uma inclinação de 8.21970º.
Este asteroide foi descoberto no dia 1 de setembro de 2000 por LINEAR em Socorro.